# Toni Payne
Antionette Oyedupe Payne (Birmingham, Estados Unidos; 22 de abril de 1995) es una futbolista nigeriana nacida en Estados Unidos. Juega de centrocampista y su equipo actual es el Sevilla de la Primera División de España. Es internacional absoluta por la selección de Nigeria desde 2021.

## Trayectoria
Payne nació en Birmingham, Alabama, hija de nigerianos. Es la hermana mayor de los también futbolistas Stephen Payne y Nicole Payne.
A nivel universitario, jugó por los Duke Blue Devils de la Universidad Duke entre 2013 y 2016.
Como profesional, en 2016 fichó en el Ajax neerlandés y en junio de 2018 firmó en el Sevilla de la Primera División de España.

## Selección nacional
Payne fue internacional juvenil por Estados Unidos. Disputó el Campeonato Sub-17 de la Concacaf de 2012 y la Copa Mundial Sub-17 de 2012.
En 2019, la centrocampista anunció su intención de jugar por Nigeria a nivel internacional, debutó por la selección de Nigeria el 20 de febrero de 2021 ante Uzbekistán.
Fue citada a la Copa Mundial de 2023.

### Participaciones en copas continentales
| Copa                           | Sede      | Resultado    |
| ------------------------------ | --------- | ------------ |
| Copa Africana de Naciones 2022 | Marruecos | Cuarto lugar |

### Participaciones en copas del mundo
| Copa                 | Sede                    | Resultado    |
| -------------------- | ----------------------- | ------------ |
| Copa Mundial de 2023 | Australia Nueva Zelanda | Por disputar |

## Clubes
| Club    | País         | Año           |
| ------- | ------------ | ------------- |
| Ajax    | Países Bajos | 2016-2018     |
| Sevilla | España       | 2018-presente |

## Palmarés

### Títulos nacionales
| Título                   | Club | País         | Año     |
| ------------------------ | ---- | ------------ | ------- |
| Eredivisie               | Ajax | Países Bajos | 2016-17 |
| Eredivisie               | Ajax | Países Bajos | 2017-18 |
| Copa de los Países Bajos | Ajax | Países Bajos | 2016-17 |
| Copa de los Países Bajos | Ajax | Países Bajos | 2017-18 |